# 潮田道夫
潮田 道夫（うしおだ みちお、1950年 - ）は、日本のジャーナリスト、コラムニスト。
毎日新聞客員論説委員（元論説委員長）、帝京大学文学部社会学科教授、一般社団法人WTC東京（世界貿易センター（東京））常務理事。

## 来歴・人物
1974年（昭和49年）3月東京大学経済学部卒業、4月毎日新聞社入社。編集局、経済部、政治部などを経て、1991年（平成3年）1月から米国ワシントン特派員。1999年10月、経済部部長。2003年（平成15年）7月編集局局次長。
2004年7月論説委員、2006年6月論説委員長。2007年6月執行役員を兼務。2010年4月専門編集委員（論説室）。2013年4月から客員編集委員。

## 著書
- 『不機嫌なアメリカ人』（日本評論社、1997年）
- 『追いやられる日本』（毎日新聞社、2007年）